# ريتشي بف
ريتشي بف (بالإنجليزية: Richie Pugh)‏ هو لاعب اتحاد الرغبي بريطاني، ولد في 10 أغسطس 1983 في سوانزي في المملكة المتحدة.